# Couzou
Couzou är en kommun i departementet Lot i regionen Occitanien i södra Frankrike. Kommunen ligger i kantonen Gramat som tillhör arrondissementet Gourdon. År 2022 hade Couzou 96 invånare.

## Befolkningsutveckling
Antalet invånare i kommunen Couzou
| Referens: INSEE |